# パソコン通信
パソコン通信（パソコンつうしん）は、専用ソフト等を用いてパーソナルコンピュータとホスト局のサーバ（またはノード、ホスト）との間で、通信回線によりデータ通信を行う手法及びそれによるサービスである。
全盛期は1980年代後半から1990年代で、のちにインターネットが一般ユーザーに開放されたため、徐々に衰退していった。商用大手としては最後まで残っていたニフティが、2006年3月末でパソコン通信サービス「NIFTY-Serve」を終了した。小規模な局は、2018年現在も運営されている。
パソコン通信はいわゆる「クローズドネットワーク」であり、特定のサーバ（ホスト）とその参加者（会員）の間だけをつなぐ閉じたネットワークであったため、他のネットワークに接続するには一度接続を切る必要があった。基本はクローズドネットワークであったが、提携しているサーバ（「NIFTY-Serve」と「CompuServe」など）やインターネットに元のサーバに接続しながらアクセスする事が出来るサービスを提供しているサーバもあった。これに対し、インターネットは「オープンネットワーク」であり、インターネット上のサーバ（ホスト）であれば切り替えずに複数に同時にアクセス可能である。

## システム
原理的には個人同士が1対1で接続することも含まれるが、通常の利用形態としてはパーソナルコンピュータ（パソコン）にモデムや音響カプラなどを接続して一般加入回線（電話回線）を経由してサーバにダイアルアップ接続していた。その中で電子メールの送受信や電子掲示板、チャットなどを利用した情報交換が行われた。株式取引や公営競技の投票が運営されていた時期もある。当時の個人用パソコンには、一部の例外を除いてRS-232Cコネクタがついており、パソコンのデータはRS-232Cに変換されてモデムに送られ、そこで音声信号に変換されて電話回線を通してホスト局へ送信した。反対に、ホスト局から送られてくるデータは逆の操作で利用者のパソコンに取り込まれる。ワープロ専用機の場合も原理は同じで、機種によってはモデムを本体に内蔵していて電話のモジュラージャックを持っているものもあった。さらに、パソコン通信をするための専用ソフトウェアが必要で、利用者側はあらかじめホスト局の電話番号などをソフトウェア上に登録設定しておくことで、メニューを選ぶ感覚でホスト局に自動的にアクセスできた。
ファイルアーカイブなどの機能を持つが、基本的には情報の送受信は文字データ中心である。パソコン以外にも、ワープロ専用機や家庭用ゲーム機・携帯端末での通信接続もパソコン通信に分類される場合がある。
日本でパソコン通信ホストを運営していた団体・企業には、ニフティサーブ（@niftyを経て現・ニフティ）、PC-VAN（現・BIGLOBE）、アスキーネット（アスキーによるサービス、後にネットワーク事業から撤退）などに代表される商用業者を始めとして、エプソンなど顧客サービスを目的としたものがあった。またそれ以外に個人やグループなどで開設した草の根BBSと呼ばれる小さい局が多数存在していたが、ニフティサーブとPC-VANの二大ネットは、それぞれ数百万の会員を集め、活況を呈した。
一方の草の根BBSはパソコン、ホスト用ソフト、着信用のモデムと通常電話回線、それに書籍から十分仕入れられる比較的簡単な技術知識があれば誰でも開設可能であり、原則無料であったが、一般向けに料金を徴収するなどの商用サービスであれば第2種電気通信事業に該当するため、当時の郵政省への届け出を必要とした。
大規模なところでは、「コミュニティー」と呼ばれる趣味・話題を共通にする集まり（ニフティサーブではフォーラム、PC-VANではSIGと呼んだ）をいくつも作り、それぞれの中で情報交換ができるようにしていた。小規模な草の根BBSなどでは、それ自体が1つのフォーラムのようになっているところもあった。

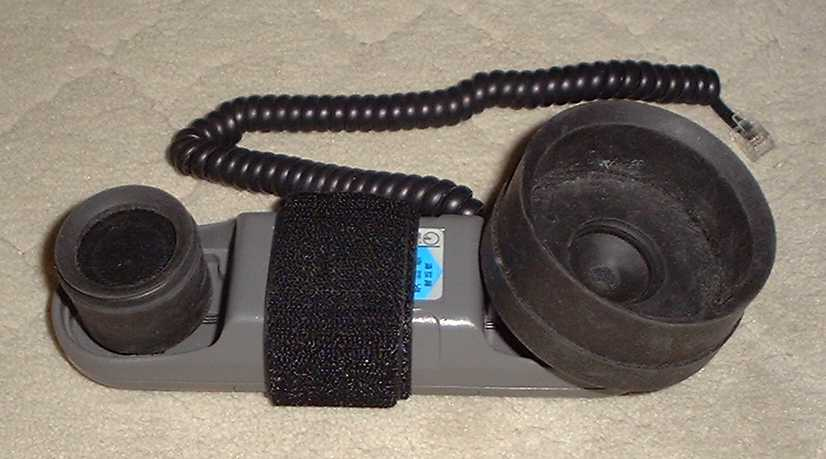
音響カプラ

通信方式はインターネットの各種通信プロトコル（TCP/IPなど）と異なり、基本的に無手順による文字の送受信のみで、ストップビットなど様々な項目を適正に設定しないと通信ができなかった。通信手順は通信用ソフトによって多少の違いはあるものの、基本的には通信しようとするネットワークの通信制御手順に従った設定が必要で、通信速度、使用できる漢字や文字のコードの種類、送受信が一方通行（半二重）か双方向（全二重）なのか、やりとりするデータが7ビットか8ビットかなどを相手局に合わせる。これができたら、相手局の電話番号を登録してコールし、つながればID番号を問われるのでIDを送り、続けてパスワードを問われるので正しくパスワードを送ればネットにログインすることができる。
画像などバイナリデータの送受信もできたが、各種バイナリ転送プロトコルを使用する必要があり、後のインターネットに比べると面倒なものであった。バイナリ転送プロトコルが普及する以前に開発されたのが、ishなどバイナリデータとテキストを相互変換するツールである。電子メールでのバイナリデータのやり取りや、バイナリ転送に別課金が生じるPC-VANなどでよく利用された。
通信速度は初期には音響カプラを用いた300bps程度で行われたが、モデムの登場でパソコンと電話回線を直結できるようになると、その後めざましいモデムの改良と歩調を合わせる形で1,200、2,400、9,600、14,400bpsへと速度が上がり、インターネット・サービス・プロバイダ（ISP）のダイヤルアップ接続用アクセスポイントが主要都市に整備され始めた1996年頃には28,800bps、1997年頃には33,600bpsまで達した。現在、一般回線用モデムの能力は最高56kbpsまで上がったが、その能力を使ったパソコン通信はあまりない。ちなみに56kbpsで通信するには、サーバ側にISDN回線と専用のTA・モデムが必要なため、一般の56kbpsモデム同士では33,600bpsが上限である。
また1980年代半ばから、アマチュア無線家の間で、無線機にターミナルノードコントローラ（TNC）と呼ばれるデータ通信機器を接続して行なうアマチュアパケット通信が流行し、シリアルポートを持つパソコンやワープロでこれらに興じる人も多かった。特にアマチュア無線用バンド（周波数帯）では、回線の状態から通信速度は稼げないものの、当時の非常に高価な（1分数十円）電話回線を用いたパソコン通信では非常に贅沢な遊びとされたネットゲームもアマチュア無線経由で流行した。

## 日本のパソコン通信の歴史

### 黎明期
1982年、在日米軍のための「CORTON-NET」が東京の山王ホテル内で開設され、またスティーブ・ベラミがアメリカ大使館内にBBSを開設した。同時期に林伸夫もApple IIをホストにしたサービス（後の「Mac Event」）を開設した。
1983年8月末にはデータブレーン社が大阪に「Com Com」を開設。これはホストにPC-9801を使用し、メール、電子掲示板、チャットなどのサービスを3回線で提供していた。
1985年、日本電信電話公社が日本電信電話（以下NTT）に移行するに伴い電気通信事業法などの法律が制定・改正された（通信自由化）。その結果、モジュラージャックなどの技術基準を満たしていれば、NTTなど第1種電気通信事業者が敷設する一般加入回線への端末設備の接続が、個人でも法律的に認められるようになった。これにより、従来は電話の受話器に音響カプラを乗せてダイヤルも手動で行い速度も300bps程度だったパソコン通信が、モデムによって手軽かつより高速に楽しめるようになった。これを受けて、数社から技術基準を満たす非同期式300/1200bpsのモデムが発売され、パソコン通信普及のきっかけとなった。これらのモデムは旧来のモデムとは違い、網制御装置（NCU）を内蔵したものである。

### 全盛期

#### 大手BBS
1980年代半ばにアスキーネット、PC-VANなどの大手業者が商用サービスに参入、通信ソフトの普及と共に安価な2400bpsモデムが発売されるなど、1990年代にかけて大手、草の根BBSとも加入者が増加していき、『電脳辞典 1990's』によれば、1989年末頃には商用大手9社の加入者数が20万人台、草の根ネットは24時間運営局だけでも300局以上、といった規模となる。
基本的には個々のサービスはそれぞれ独立しており、ニフティとCompuServe、朝日ネットとPeopleなど提携関係にある一部の場合を除いては、他サービスとのつながりはほとんどなかった。電子メールのやりとりも同一サービス加入者でないと不可能であったが、1992年にPC-VANとニフティのメールが接続され、さらに各サービスでインターネットメールとの接続が開始されたため、大手商用サービスのメールに限っては障壁がなくなった。
パソコン通信では、アクセス数の増加への対応や全国各地に居住する利用者への負担を軽減するためには、アクセスポイントを増やさざるを得なかった。大手事業者が運営する大規模なネットワークでも、夕方から深夜にかけてアクセスする人が多く、アクセスポイントの回線数にも限りがあるので、アクセス数が混雑しているときはつながらないこともあった。ニフティとPC-VANがそれぞれの運営母体である富士通のFENICSとNECのC&Cという自前のVANを活用し、全国各地にアクセスポイントを続々と設置していったのに対して、他社は遅れを取ってアクセスポイント数も少なく、日本の商用パソコン通信サービスはニフティとPC-VANの寡占状態となり、1996年にはそれぞれ会員数200万人を数えた。

#### 草の根BBS
草の根BBSでは、24時間開設となっても複数の電話回線と複数のモデムがなければ複数の利用者が接続できず、長時間の接続を制限することもあった。ベース遠距離からの電話回線料金の負担を軽減するために、パケット通信によるTYMPASやTri-PといったVANサービスで全国からの接続を仲介したこともあった。例えば、東京から大阪のホストへ直接電話回線の従量料金で接続することは相当な電話料金がかかり、VANサービスならば全国の主要都市にアクセスポイントがあり、近隣のアクセスポイントに接続すれば電話料金を節約できた。しかしホストとユーザーともにVANサービスを利用するための費用も必要であり、会員からの費用徴収が困難な側面もあり、個人で運営するBBSの運営は無料により近隣地区からユーザーの接続という趣味の範囲にとどまることが多かった。個人運営のホストの中には夜間のみ開設され、昼間は普通の電話として使われる回線もあり、専用の回線を24時間開放することは贅沢であった。
ネットワーキングフォーラムと呼ばれる全国大会も開催されたり、全国のネットワークの情報を紹介し、サービス内容などを詳細に網羅した『ワープロ/パソコン通信BBS電話帳』（電波新聞社）がマイコンBASICマガジン別冊として年2回のペースで出版されたこともあった。それぞれのネットワークは個性があり、趣味、医療・結婚相談、教育・福祉、観光情報、JR運営、アニメ・ゲーム、オンラインショッピングなど、ユニークなものがたくさん存在した。また、出版社などが運営するところもあったり、NHK衛星放送局も運営していた（銀河通信）こともある。名古屋市役所マイコンクラブが運営し、NHK-FM名古屋のリクエストと連動したDEPO-NETなどのメディアミックスも存在した。DEPO-NETは1989年に名古屋で開催された世界デザイン博覧会の協賛ネットワークであり、名古屋市役所やNTT名古屋、NHKという堅い組織が協力していたが、草の根BBSの一つであった。
これらの草の根BBSの中には、無線でパソコン通信を接続するだけでなく、JUNETと連動して、無線でインターネット接続をしていた。

### インターネットへの移行
1994年頃から、世界規模の通信網であるインターネットへの一般個人からの接続環境が整備され始めた。
1995年、Windows 95が発売され、パソコンの普及が加速した。ただしマイクロソフトCEO（当時）であったビル・ゲイツはインターネットの普及はまだ先であるとして、パソコン通信を前提としたネットワークを考えていた。それがMSNの元となる The Microsoft Networkである。ゆえに、Windows 95の初期バージョンにはインターネット関連の機能は初期状態で搭載されておらず、別売りの「Microsoft Plus!」に拡張機能としてのInternet Explorerが含まれていたのみであった。
Windows 95発売後、ビル・ゲイツは自分の判断の誤りに気づき、OSR2以降ではインターネット関連機能が標準搭載されるようになった。すなわち、OSR2ではTCP/IPが初期状態で選択されており、「Windows 95を使えばインターネットに接続できる」というイメージ戦略に成功した。
日本ではNTTがINS1500などダイアルアップ回線として安価に多数の回線を収容できるサービスを始めるなど、設備投資が安価になるなどの環境整備もあり、相次ぐISP企業の参入と、ダイヤルアップ接続用アクセスポイントの設置地域が拡充され、多くの地域で安価（市内通話料金あるいはテレホーダイ + プロバイダ料金）にインターネットへ接続できる環境が整っていった。この状況の変化により、基本的に一つの閉じたシステムであるパソコン通信については、事業の将来性や存在意義が薄れてしまったり、2000年問題で更新を迫られたホストも少なくなかったことから、アスキーネットや日経MIX、Peopleなど、殆どの商用サービスでは事業を中止したり、ニフティやPC-VAN、ASAHIネットのように、ISPに事業の中心を移したりしていった。
2000年代には大手、草の根とも、従来のパソコン通信上にあったコンテンツは、インターネットWeb上の電子掲示板等に移行しているか、廃業したところが多く、Telnet接続で文字通信手段を残しているホストもあるが、無手順による接続ホストは消滅に近く実態は殆どつかめないにまで減少した。
全盛期当時の過去ログなどは、利用者によって個人的に保存されたもの以外は、ホストのハードディスク故障、古い記録媒体の劣化やアクセス手段の喪失のほか、運営者によって破棄されるなどして散逸していることが多い。また、保存されているデータも、著作権者が所在不明などの理由により、再利用されることはほとんどない。
少数ながら、業務用で残っていたものもあった。NECのモバイルギアシリーズ、シャープのザウルスなどで屋外での利用を考慮したツールを発売した事もあるが、主な利用は掲示板ではなく、メールなどのデータの送受信としてである。また、屋外での公衆電話機にパソコン通信を考慮したモジュラジャックが付くなどしている。端末側の設備として携帯電話に於いては速度は遅いものの、パソコンと直接接続する物もあった。

## 利用形態
パソコン上で利用する会話やソフトウェアなどの電子データは、ホスト局のハードディスクなど記憶装置に納められており、利用者が電話回線を通じてホスト局のメモリや機能を共有し、ホスト局のコンピュータに指示を与えて、記憶装置の中身を取り出して利用者のパソコンやワープロ専用機のモニタで閲覧したり、ダウンロードしてフロッピーディスクなどに保存したり、あるいは情報をホスト局へ送信（アップロード）したりした。
ネットワークの主なサービス内容を挙げると、BBS（電子掲示板）、メール（電子郵便）、チャット（おしゃべり）、電子会議、PDS（パブリック・ドメイン・ソフト）、ゲーム、ショッピング、ニュース、データベースなどがあった。ただし、こうしたコンテンツは一方的に情報が送信される放送などとは違い、登録メンバーが積極的に参加しないと内容が充実しないため、パソコン通信はメンバーがネットへの書き込みにも参加してこそ、楽しく有益なものになっていくという性格を持っていた。

### 会話
パソコン通信の楽しみ方の代表格に、BBS（英語: Bulletin Board System）とよばれている「電子掲示板」があげられる。ネットワークメンバーなら誰でも閲覧したり書き込むことができる「伝言板」や、特定の相手にだけメッセージやデータを送れる「私書箱」（または「メールボックス」という）、メンバーにさまざまな情報を提供する「ニュース」や「お知らせ」のコーナーなどを利用することができた。
BBS（電子掲示板）はボード（板）ともよばれていて、利用者はここでさまざまなことを書き込んだり読み取ったりして、利用者どうしで情報交換や意見交換、仲間集めなどに利用した。また利用者が多いネットワークでは、BBSが話題ごとにいくつかのコーナーに分かれているところもあった。メールは特定の相手を指定してメッセージやデータを送ることができるコーナーで、ネットワークの登録メンバーになるとIDとパスワードが与えられるため、メールを送るときは相手のIDナンバーが宛先になった。メールを送られた利用者がネットにアクセスすると、すぐにメールが送られているという表示が画面上に現れるので、そこでメールボックスのコーナーを覗けば内容を読めた。複数の回線を持っているネットでは、同時アクセス中のメンバーの画面に直接メッセージを送れる「電報」の機能を持つものも存在した。
チャットは、キーボードで文字を打ちながらリアルタイムでおしゃべりができるコーナーで、同時にアクセスしている人だけが使うことが出来るもので、BBSで自分がアクセスする時間を書き込んでおきチャット相手を募ることもできた。電子会議は「フォーラム」とよばれるところもあり、特定のテーマを挙げてメンバー同士で情報交換したり、議論を交わすコーナーである。大規模なものでは、海外からの参加者や、パソコンを何台も置いた複数の会場を設けて会場どうしをネットワークでつなぎ、公開電子会議をおこなうところもあった。
意思伝達の主な方法が文書であると、日常的に文書を書く人と書かない人では文書作成力や読解力に格差が生じることから、意思がスムーズに伝わらずに誤解が生じることもあった。文字でのやり取りは、対面して話す時とは違い、感情がそのまま文章に表れるとは限らず、また感情を読み取れる人ばかりではないため、感情やニュアンスを表すのに意図的に顔文字（絵文字）が付け足される場合もあった。また物事に付いての考えが異なれば意見が衝突する機会が度々生じ、いたるところで議論が行われるようになった。それに伴い、議論を楽しもうという人たちが表れる一方で見物して楽しもうという人たちも発生した。
草の根BBSなどでは、限りある回線を占有するだけでコミュニティに積極的に参加しない人をROM（Read Only Member）やDOM（Download Only Member）と呼び、特に否定的な意味で使われたが、ROMは一般的には読むだけで発言しない人を示す用語であった。

### オンラインソフトウェア
「オンラインソフトウェア（特に自由ソフトウェア）」の広範囲な流通は、パソコン通信で初めて可能になった。
1980年代末期になり、パソコン通信が普及するようになると、パソコン通信でユーザーが自作したパソコン用プログラムがオンラインソフトウェアとして公開されるようになった。内容はユーティリティーからゲーム、コンピュータミュージックのデータなど幅広く、魅力のあるものがたくさん見られた。
従来はパソコン雑誌に投稿して掲載されるか、作者個人か仲間内で使われるしかなかったような小回りの効く便利なツールが一般に流通する機会を得ることになった。一般に単機能のものが多く、商用ソフトほど大規模ではないが、中にはファイル管理ソフトやパソコン通信ソフトなど市販の商用ソフトを凌ぐ人気を得たものもある。日本国内では、その多くはNECのパソコンPC-9800シリーズのMS-DOS上で動くものであった。
プログラミングが得意な人が善意で自作ソフトウェアをPDSとして公開し、コーナーに利用者によるバグ報告や要望を取り入れて改良が行われた。その多くは個人による開発であるが、利用者による改良を期待して企業が商用ソフトを開発する前段階として無償公開するソフトもあった。作者の意向によってフリーウェア（フリーソフト）、シェアウェアなどに区分されたが「羊羹ウエア（気に入ったら羊羹を送って欲しい）」という変わり種もあった。
MS-DOS上で動くソフトウェアが主流を占めた時代には決済の手段が限られていたため、ほとんどが無料のフリーウェアとして公開されMicrosoft Windowsが普及し出すと開発ソフトウェアが高価だった背景もあり、徐々に商用BBSで決済を行なうシェアウェアが増えていった。人気の高いソフトウエアは、開発元のホスト局にアップロードされるとたちまち全国の他のホスト局に転載されるのを始め、「月刊パソコン通信」などパソコン通信を扱った雑誌付録としてフロッピーディスクで配布された。しかし初期のパソコン通信では電子メールに課金されたり容量制限が厳しかったり、他のパソコン通信サービスとは相互にメールができなかったりしたため、サポートは自らの加入しているパソコン通信のみというものも多かった。

### その他
ショッピングは、メンバー同士で「売ります」「買います」のコーナーに情報を書き込みして個人売買するものや、中には販売店が主催している本格的なものまで、さまざまなケースがあった。ネット局によっては、メンバーが複数で参加できるロールプレイングゲームなどのゲームコーナーも少数ながらも存在した。大規模なネット局では、新聞社などのニュースや、商用データベースなどの情報を提供しているところもあった。

## 通信料の問題
公衆電話回線を使ってパソコン通信を楽しむネットワーカーにとって、悩みの種となって常についてまわったのは、その通信料の高さである。料金は接続時間から算出される仕組みとなっていて、接続時間が長い利用者が毎月電話局から請求される請求書は、数万円にも上ることもあった
通信速度が早ければ早いほど、通信料は安上がりになり、通信時間短縮で回線を他のユーザーのために空けておくことにもつながり、高速化は有効な対応策となった。具体的には、モデムの高速化、通信ソフトによるオートパイロット機能の活用、ISHなどのファイル圧縮変換プログラムの利用、利用者数が手薄になる深夜・早朝のアクセス時間帯での利用などが検討された。
日本でもさまざまな通信回線が提供されていたことから、通信料をより安く済ませるために通信回線を選択するという手法もあった。パケット通信網（NTTのDDX-TPなど）の利用は、電話回線より安価であったが、ほとんどは1200bpsまでの対応で通信の高速化には不利であった。DDX-TPに対して、TYMPASやTri-Pなどの個人向けの付加価値通信網（VAN）サービスは2400bpsサポート、料金は時分性という点でファイル転送向きではあるが、アクセスポイントまでの電話料金はユーザー負担である点で、遠方のホスト局への接続に向かないデメリットもあった。NTTに対抗した新電電（NCC）はサービス地域に制限があったが、契約することにより通信料を安く済ます手段になった。
そもそも電話回線を使用ことで高額な通信料がかかったが、アマチュア無線免許の所持者どうしで、モデムの代わりにTNC（ターミナルノードコントローラ）を用意すれば、通信料は実質無料でコンタクトすることが可能であった。全世界と通信することも可能で、電話回線よりも通信速度は遅く（短波（HF）帯: 300bps、HF帯以外: 1200bps）、法律上の問題から営利目的では使用できない、暗号は使用できない、電話回線と直接接続ができないなどの制限があったものの、その他の品質は電話回線とほとんど変わらないものであった。

## 商用パソコン通信サービス

### 日本

#### 大手
- アスキーネット - 1985年5月に実験サービス開始。1987年3月に有料サービス「ACS」を開始[5]。1997年にサービス終了。
- PC-VAN - 1986年4月に実験サービスを開始し、1987年4月に有料化[5]。2001年にサービス終了。
- NIFTY-Serve - 1987年4月開局[5]。徐々に掲示板的サービスに移行（一部の旧会員が利用していたパソコン通信も2006年3月31日終了。）。
- 日経MIX - 1986年9月に実験サービスを開始し、1987年9月に有料化[5]。1997年にサービス終了。
- ASAHIパソコンネット - 1988年11月開局。インターネットが普及した後もASAHIネットの会員限定でウェブブラウザから電子掲示板にアクセスできる「電子フォーラム」サービスを提供していたが、2019年5月末にサービスを終了した[17]。電子フォーラム設置後もtelnet機能を使えばパソコン通信機能の会議室として電子フォーラムに接続できたが、やはり2019年5月末でサービス終了した。
- People - 1994年開局。1997年にフジテレビと業務提携。2001年にサービス終了。運営会社であったピープル・ワールドの後身であるフジテレビフューチャネットは合併によって消滅。

#### その他

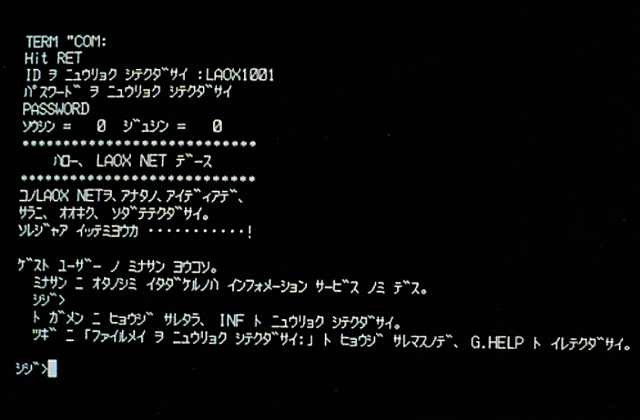
LAOX NET オープニングメッセージ画面

- TeleStar - 工学社による。1985年3月より有料サービスとして実験開始[5]。1999年にサービス終了。
- マスターネット - ISP専業（ZERO）に移行した後、2004年に全事業をGMOインターネットに譲渡、会社はスカイマークエアラインズ（現・スカイマーク）に吸収合併。
- 中日ネット - 中日新聞系。ISP専業となったのち、2013年3月にサービス終了。
- Telepute - NTT名古屋支社の厚生事業。HPのUnix機材での運営とシスオペの人間性で、地元の技術者の商売人の人気を集めた。
- DEPONET - 名古屋市役所マイコンクラブ運営。BIG-Modelを公費で購入し、市役所職員のパソコン研修の一貫と世界デザイン博の行事推進としてNHK名古屋、NTT名古屋と連携して行事展開。
- EYE-NET - フジサンケイグループのフジミックが運営。1985年9月に実験サービスを開始し、1986年4月に有料化[5]。たけし・逸見の平成教育委員会の視聴者向け問題や、その解答が掲載されていた時期があった。
- LAOX NET - ラオックスのコンピュータ・ソフト・サポート（CSS）が運営。電子掲示板の他に、イベント、パソコン、ビデオ、音楽等の情報提供も行っていた。後に「LAOX Jr Net」に名称変更している。
- YOMINET - 読売新聞系。1990年頃にパソコン通信事業開始。その後、個人有料会員インターネットサービスを行っていたが、2000年10月にサービス終了。
- DUCK-NETWORK - 大同通信建設のネットワーク部署が1990年頃に運営。Special Interest Group(SIG)、電子掲示板、プログラムコーナー等を提供。
- MSA-NET - マイクロソフトウェアアソシエイツ（1992年からボーランド）が1990年頃に運営開始。
- エナジーNET - ユートピア開発研究所が1990年頃に運営開始。同NETでは地球環境問題の議論が盛んで「かえるの声 -電脳回覧板-」も郵送されていた。

### アメリカ
- CompuServe - パソコン通信の老舗、AOLに吸収される。
- AOL - GUIを用いるのが特徴。ベライゾン傘下のYahoo!と統合されOathになって以後は大手ISP。日本にも進出を果たしたが、2004年イー・アクセスに営業譲渡。
- MSN - マイクロソフトがWindows 95発売と同時に開始。Windowsエクスプローラとシームレスに接続できることが売りだったが、早々に撤退。現在[いつ?]はコンテンツプロバイダ。米国・カナダではISP事業も手がける。

## パソコン通信用ソフトウェア

### パソコン通信ホスト用ソフトウェア
以下は、小規模なホスト用ソフトウェアである。ホストは、パソコン以外にも汎用コンピュータを使用した物も多々ある。
- HCS-II/IV - 草の根BBSの老舗「ADD-NET」が母体となる株式会社B.S.J.が開発した商用ホストシステム（PC-98シリーズ用）。専用サバオリボードを追加することで最大24回線まで拡張できる。銀河通信やACCS-NETなどに加え、企業内BBSなど業務目的の中規模BBSシステムとして採用されていた。
- Turbo BBS - カナダのRobert Maxwellによる同名のBBSのホストプログラム。ドキュメント中にパブリックドメインという記述があるが、作者の事前の許可のない商目的での配布や再販は禁止している。Turbo Pascalで書かれていた。
- KTBBS - KPUC（久喜PCユーザーズクラブ）版Turbo BBS。日本で広く使われた。同じくTurbo BBSをアレンジしたものとしてRT BBS、TT BBSなどがあった。また、NET-COCKと共通のオフラインログリーダーを利用できるよう改造したKTC-BBSがある。
- BIG-Model - ネットコンプレックスより発売されている商用ソフトウェア。Ver4.0C以前はナツメ出版企画（ナツメ社の出版部門）より発売されていた。もともとはマイコン研究グループのFORSIGHTのBBS用として開発がすすめられたもの[18]。市販ソフトでは圧倒的なシェアを持ち、主に東日本で利用しているホストが多かった。同時接続数により価格差がある。Pro版の3.xまではカスタマイズにも応じていた。4.0Bまでは2000年問題があり、3.xまでから4.0Cへのバージョンアップは有料だったため、これを機に他へ移行または閉鎖したBBSもあった(4.0xからは無料)。派生版にピディウス!というソフトがある。かつて、ネットコンプレックスはBIG-Modelのサポートやサンプル等を兼ねたNet Complex Net（ナツメ時代はNATSUME NET、サポート・サンプルの他に書籍などの案内、問い合わせなどもあった）を運営していた。現在[いつ?]、同社ではこのノウハウを元に作ったOpen!NOTESというインターネット用の掲示板CGIをリリースしている（機能限定型シェアウェア）。
- 絵理香 - BCCより発売されていた商用ソフトウェア（現在廃盤）。九州を中心に西日本で利用しているホストが多かった。元々オープンソースであった為、派生版が多く存在し特に絵理香K版が有名。「レス」に相当するものを「アペ」（アペンドから）と呼ぶという特徴がある。
- ピディウス! - BIG-Modelの派生版で、Windowsで動作する。また、現在[いつ?]のxoopsのような機能を提供できるピディウス!IGというバージョンも存在する。
- mmm - HyperNotes型のフリーソフト。トライエムと読む。
- WWIV - Wayne Bell（米国）作のシェアウェア。Turbo Pascalで記述されている。Mac版もあった。日本語化にあたって数々の派生バージョンが存在した。
- CoSy Conference System（w:CoSy (computer conferencing system)） - カナダのゲルフ大学（w:University of Guelph）で開発され、マグロウヒル社（当時）のBIX（Byte Information eXchange）および日経マグロウヒル社の日経MIXで採用された電子会議システム。
- FirstClass - カナダのSoftArc社が開発したMac OS用の商用ソフトウェア。GUIを使ったパソコン通信ホスト局を手軽に開局することができた。Apple Computerは一時ユーザーグループの育成のために、バケツリレー方式のネットワークを日本全国に張り巡らしたことがある。現在[いつ?]では対応OSも増えインターネットとの親和性を高めたものが、グループウェアと称して市販されている。
- 網元さん・同2 - MSXパソコン上で稼働するソフトウェア。MSXマガジンが開発し、主要部分がBASIC言語で記述されて改造が容易だったことや、安価なMSX機を使用することによって初期投資を抑えられたこともあり、比較的人気があった。1も2も作者は伊藤という人物であるが、同一人物でも家族でも親戚でもなく、偶然である。
- XXJW - PC-8801上で動作するソフトウェア。ユーザーインターフェイスがWWIVとほぼ同じ造りになっていた。
- TownBBS - シスポート社が販売していたソフトウェア。シャープのMZ2500/NECのPC9801用。
- WANI-BBS - アスキーネットに似たルック&フィールのソフトウェア。
- NET-COCK - X68000上で動作するソフトウェア。洗練されたコマンド体系と優秀なオフラインログリーダーの存在から、特にX68000ユーザーを中心に熱狂的な支持を得た。共通のオフラインログリーダーを利用できる、KTBBSを改造したKTC-BBSや、利用者の設定で互換モードが選択できるMPNBBSといった互換ホストプログラムも誕生した。
- MPNBBS - KTBBSやNET-COCK互換のインタフェースが選べるホストプログラム。改造ではなくスクラッチビルドで開発された。LSI C-86試食版でコンパイルして配布されていた。
- 謎的電網.exe - 「謎の青年失業家」が開発・公開したホストプログラム。ネットリンク機能に優れ、短い時間でアーティクルを交換し合い、同ホストを採用している草の根BBS同士でフォーラムを共有できるなど先進的であった。メインメモリに常駐が出来、エディタの利用等の軽作業をホストプログラムを動かしたまま行え、ホストメッセージのメンテナンスに優れていた。

### パソコン通信クライアント用ソフトウェア
下記は主にパソコン用のパソコン通信向け機能を持った端末ソフト（いわゆる通信ソフト。ダム端末エミュレータと呼ばれる事もある）である。この他にもワープロソフト中に通信機能を持ったものやワープロ専用機に通信機能（OASYSのAutoComなど）を持った物もあった。
- まいと〜く - インターコム社製の有料ソフトウェア。1986年11月発売。「MS-DOSも知らんと言う人でも、手軽にパソコン通信を楽しめる」というコンセプトのソフトウェア[19]。初心者でも簡単に使えるよう設定が簡略化され、操作性についても配慮がなされていた[20][21][22]。通信ログを遡れる機能、日本語ワープロ機能などの機能を本体に取込み、これ1本である程度の情報処理ができる[21][23]。最初のバージョンではB5判で450ページとA4判42ページ、次のバージョンではA5判で「準備編」、「速習編」、「実習編」、「資料編」の4冊と、初心者にも懇切丁寧を心がけた結果膨大なマニュアルが添付されており、日本語入力システムや、各社のモデムのディップスイッチ設定についてまでも解説がなされていた[21][24]。インターコムは1985年からモデム(my looper)を通信販売していたが、その販促用として、パソコン通信で知り合ったプログラマーの協力で、半ば遊び半分で開発されたもの[25]。1988年の雑誌『THE COMPUTER』では、「人気ナンバーワン」と称されていた[26]。その後発売された『まいと〜く for Windows』(Microsoft Windows 3.x用、価格28000円)では主要ネットワーク200件のアクセス設定情報が既にプリセットされており、またアクセスポイントへの接続について、NTTのみならず第二電電等各社の中から最も通信料金の安い回線を探索するLCR機能などが搭載された[27]。ちなみに姉妹品として『まいと〜くFAX』というファックスソフトもあり、for Windows(Windows3.x用、19000円)ではやはり、送信時にLCR機能で安価な回線を検索できる[28]
- KmTermX - フリーソフト。通称「KTX」。PC-9800シリーズとPC/AT互換機向け。WTERMと双璧を成した。軽快な動作と独自マルチタスクエンジンによる並行動作が売りで、マクロもコンパイルを要するなど高度だがそのためとっつきにくさなどもあり、中級者以上に支持されたソフト。後にWindows用も開発された。Win32版の開発終了直前にソースコード一式が、作者のHPで公開されていた。
- WTERM - フリーソフト。H.INOUE、TOMTOM制作。初心者からでも使え、MS-DOSが動作する様々な機種に移植された。ダイヤル時に回線がbusyであった時に単純にその電話番号にかけなおすのではなく、関連づけられた別の電話番号にダイヤルしなおす機能やオートパイロット、バックスクロールや、入力した文字列を再表示させられるヒストリー機能など、多くの機能が盛り込まれていた。また、添付されたマニュアルはA4用紙換算で約100枚というボリュームで、WTERMのインストール時に「フロッピーをフォーマットするところから説明を始めている」懇切丁寧なものであった[29]。
- CCT - 技術評論社製の有料ソフトウェア。強力なマクロ機能を特徴とする。CCT-98IIでは「コンカレント機能」と言うマルチタスク的な機能があり、ダウンロードを行いながら内蔵テキストエディタで文章を作る事などが可能となっている[20]。CCT-98III(価格20000円)は親切なセットアップ環境が用意され、また文献によればマクロ機能は非常に強力であったとのことである[30]。その後『CCT-Win』(Microsoft Windows 3.x用、価格20000円)も発売されている[31]。
- EasyTERM - フリーソフト。マルチタスク環境で通信中に内蔵エディタが使えた。Cソースが公開されていたため，派生版もある。
- EmTerm - シェアウェア。後発ながら高機能で支持を集めた。EmTermの一部機能はEmEditorに利用された。Windows 95等。
- ESterm2 - アスキー社製。処理速度が比較的速く、バイナリ転送プロトコルが充実していた[20][22]。
- hwterm - ハイパーウェア製の有料ソフトウェア。Unix等の端末としてパソコンを使うための端末ソフトとしての性格も強いのが特徴である。
- JETターミナル - キャリーラボが1986年に発売した有料ソフトで9800円。PC-8801、PC-9801専用であったが、同社のワープロソフトのJETの技術を取り入れ、ターミナル機能だけではなく、かな漢字変換(述語変換)も可能になっていた。まいとーく、CCTより安価であり、このソフトウェアにより当時PC-8801のユーザーが相当数を占めていたため、半角カナ英数のみの通信であったパソコン通信が漢字での通信が容易になり、飛躍的に漢字化が進んだ。
- 秀Term - シェアウェア。ver.4からは「秀Term Evolution」と改称。Windows 95等。
- MopTerm - フリーソフト。FM TOWNS（TownsOS）用、Windows 3.1、Windows 95等。
- NinjaTerm - フリーソフト。Mac OS用の通信ソフトでは草分け的存在。System6時代にはほとんどの人が使っていた。
- STERM - フリーソフト。OS/2 PMアプリ。Telnet端末としても有用だった。
- Tera Term - Windows 3.1、Windows 95等。現在[いつ?]はオープンソース。
- CommunicationPRO68K - X68000上で動作した。シャープ テレビ事業部から発売された[22]。

以下は、各ホストプログラムの出力やコマンドに対応した、専用ソフト（オフラインログリーダーなどと呼ばれた）である。
- NIFTY-Serve（現・@nifty）専用の巡回通信ソフト群
  - ComNifty - フリーソフト。Mac OS用。フォーラムを指定すると自動的に巡回してログを保存してくれる。ログ切り出しソフトの「まな板」とNIFTY専用ブラウザ「茄子R」と組み合わせて使う。
  - NifTerm - 年間制のシェアウェア。Windows 95等。統合型通信ソフト。NIFTY-Serveが積極的に配布サービスを行っていたことにより、使用している会員は多かった。後にNIFTY-Serveの衰退にともなう利用者減少により、料金は年間制から永久制に変更になった。
  - AirCraft - もともとはMS-DOS用で通信環境などのベースシステムとなる「Air」に、別の作者によるマクロプログラム「Craft」を組み合わせたものでフリーソフトであったが、Windows用は一体化してシェアウェアとなった。オートパイロット、ログブラウザ、エディタ、アドレス帳、データベース、チャットアダプタなどを備えた統合型通信ソフト。
- CockNews(CN) - X68000上で動作するソフトウェア。NET-COCK用の優秀なオフラインログリーダーとしてその人気を支えた。派生といえるものに、PC-98用のCockMate(CM)、PC/AT互換機用のCockLife for DOS/V(CLV)などがある。

## パソコン通信専門誌
1980年代後半から1990年代のパソコン通信全盛期においては、パソコン通信の話題を専門に扱った専門誌が各社から発刊された。内容はモデムなどのハードウェアや通信プロトコルなどの技術情報、商用ソフト・オンラインソフトの使い方や新作情報、パソコン通信クライアントソフトウェアなどフリーソフトの配布、草の根BBSの開局情報、商用パソコン通信のフォーラムやSIGの紹介など多岐に渡った。
- 月刊パソコン通信（エーアイ出版）
- Networker Magazine→Networks（アスキー）1986年(昭和61年)10月　創刊号
- ネットピア（学習研究社）
- 「マイコン通信入門」ＮＨＫ趣味講座 講師 柏木恭忠 日本放送協会発行 1986年4月
- 「パソコン通信の本」 横田秀次郎著 工芸社発行 1985年

## パソコン通信を題材にした作品

### 映画・アニメ・テレビ番組など
ウォー・ゲーム1983年、アメリカ映画
主人公が偶然接続したホストが軍のコンピュータであり、本人がゲームのつもりで動かしていたプログラムが核戦争を引き起こそうとする。コンピュータネットワークやハッカーやクラッカーを扱った作品としては古典の部類に入る。
ビデオ戦士レザリオン1984年-1985年、東映・東映動画制作、TBSテレビ系列放映のテレビアニメーション。
主人公はパソコン好きの中学生・香取敬。彼は自らプログラムしてネットに流しているオンラインゲーム『レザリオン』で友人とプレイしていた矢先、月で起きた反乱による攻撃の余波で、電脳世界の存在のはずだったレザリオンを実体化してしまい、以降レザリオンを駆使した戦いに身を投じていく事になっていった。レザリオンは電送機能を用い、地球上の至る所、果ては月面までも自由に瞬間的に移動する。後半は敵ロボットの強化に伴い、レーザーバトルギアという強化装甲をまとうようになる。
作中では「パソコン通信でゲーム」と表現されていた、が実際はオンラインビデオゲームである『レザリオン』をプレイしていたはずの主人公が、実験中の軍の電送装置とリンク、ゲームの存在を実体化してしまった所から始まる。ただし、主人公が作中で本稿の内容に相当する「パソコン通信」で情報収集する場面も存在する。
ニューメディアいつもでない1日1989年3月22日、NHKにて放送記念日特集としてレギュラー番組の合間をみて1日をかけて生放送されたニューメディア特集番組。スーパーバイザーとして坂村健が登場する。
この中に「ミスターXを探せ」と題する、4人のチャレンジャーがパソコン通信を駆使して情報を集め、世界のどこかにいる「ミスターX」を探すという企画があった。コーナー司会は千田正穂。チャレンジャーはニフティサーブやPC-VANなどの商用ネットでチャットを使った情報収集にあたるが、この際に同時アクセス者から「NHK受信料徴収はんたーい!」というメッセージが送られてきて画面に丸写しになったり、マイクを使用したボイスキーのトラップが不具合で通過できなくなったりするなど、ハプニング・不手際が続き、結局人物を探し当てることができず時間切れで終了した（時間切れ直前にチャレンジャーの1人が苦笑いしつつXの人物名を吐露している）。なお、ミスターXはPC-VANでもSIGを主宰していたクロード・チアリであった。
空と海をこえて1989年、TBSが製作放送した3時間テレビドラマ。後藤久美子主演、加藤茶共演。
パソコン通信のほかに通信手段のない孤島で、パソコン通信によって血清を手に入れるという設定。時空を超えた繋がりを強調していた。なおこのドラマの内輪話が放映後、技術評論社発行の「TheBASIC」に掲載された。パソコンの世界ではNECがほぼ一人勝ちの状態にあって、日立が1社提供で制作した番組。
ネットワークベイビー1990年、NHK製作のテレビドラマ。主演：富田靖子
厳密にはパソコン通信とは言いにくいが、まだパソコン通信しかなかった時代にネットワークゲームを題材として扱ったドラマである。
 レッスンC (テレビドラマ)1993年、テレビ朝日制作、ネオドラマ枠で放映されたテレビドラマ 。主演：中嶋朋子、共演：沢向要士・大沢健
女子大生の千春は、同棲相手の浩平がパソコンに夢中になっていて自分が淡白に扱われていることに少し不満を覚えていた。そんなある日、千春は家庭教師のアルバイトの紹介を受けた。クライアント先の高校生は、恋愛アドベンチャーゲームに夢中の根暗なオタク、信一だった。信一は次第に千春に対して恋心を抱くようになり、ニフティサーブにある恋愛フォーラムの常連であり、信一の良き兄貴分でもあるハンドルネーム「ウルトラの父さん」のアドバイスを受けながらその恋愛を発展させようとする。
電光超人グリッドマン1993年-1994年、円谷プロダクション制作、TBS系列放映の特撮テレビ番組。
直人、一平、ゆかの中学生3人組は、中古パーツを集めて手作りで組み上げたコンピュータ「ジャンク」を使って研究や開発を楽しんでいた。そこへ、異世界からやってきた魔王が、クラスメートを操って「コンピュータワールド」内へ怪獣を実体化させ、地球を支配しようと乗り出した。魔王を追って現れたエージェントは、一平が「ジャンク」の中にCGで描いていた超人「グリッドマン」と一体化し、魔王の送り出す怪獣と戦う。
この作品での「怪獣」とは、パソコン通信でどこかのコンピュータに侵入、暴れさせてプログラムを破壊し、現実世界を大混乱に陥れようとする存在で、インターネットやコンピュータウイルスの登場を先取りした設定である。また、戦いは全てコンピュータ世界の中で発生しており、怪獣やグリッドマンの存在は一般には知られていない。
制作には富士通が全面協力しており、同社のパソコンが劇中に登場するほか、撮影方式にも当時最先端のVTR技術やCG合成が使用されている。
サイバーネット
1995年、アメリカ映画
(ハル)1997年、森田芳光監督の映画。主演：深津絵里・内野聖陽
「映画フォーラム」のチャットを舞台に、一度も出会ったことがない男女の恋愛物語を紡いでいる。パソコン通信で出会って結婚することを「パソ婚」などと呼ぶが、その経緯を丁寧に描写した作品。
ザ・ハッカー
2000年、アメリカ映画

### マンガ・小説・ゲームなど
ネットワーク戦士（ネットワークウォリアー）矢野健太郎による漫画。月刊少年チャンピオン1986年4月号に掲載された読みきり作品と、それをプロローグとした月刊少年ジャンプ増刊ホビーズジャンプ1986年Vol.8/1月20日号から1988年vol.14号/1月20日号までに連載された作品から成り、単行本は1991年に学研から刊行された。パソコン通信中に音響カプラが外れたことがきっかけで主人公たちがゲームの世界に取り込まれてしまう。
- ネットワーク戦士 - マンガ図書館Z（外部リンク）

ヴァレンティーナ：コンピュータ・ネットワークの女王J・ディレーニイ＆M・スティーグラーによる小説。原題はVALENTINA: SOUL IN SAPPHIRE (1985)。小川隆訳、新潮文庫、1986年刊行。意識をもってしまったコンピュータ・プログラム「ヴァレンティーナ」をめぐる物語。
マイクロチップの魔術師ヴァーナー・ヴィンジによる小説。原題はTRUE NAMES (1981)。若島正訳、新潮文庫、1989年刊行。未来のコンピュータネットワーク上の仮想空間で展開されるサスペンスSF。解説をマービン・ミンスキーが書いている。
矢野徹の狂乱酒場1988矢野徹編による書籍。パソコン誌「コンプティーク」が運営していた「コンプティークBBS」のボード「矢野徹の狂乱酒場」（1988年8月1日開始）のログを編集したもの。角川文庫、1990年12月刊。
チャットしましょ砂倉そーいちによる漫画。1990年8月からCOMICクラフトで連載。1992年12月に単行本化。高校一年生の三日花真紀がチャットをしていたらコンピュータ（FM TOWNS）からチャットの妖怪が飛び出してきた。妖怪チャットとのドタバタコメディー。かないみか出演のドラマCDも作られた。
- チャットしましょ - マンガ図書館Z（外部リンク）

朝のガスパール1991年10月18日～1992年3月31日、筒井康隆の『朝日新聞』連載小説。タイトルはモーリス・ラヴェル作曲のピアノ曲『夜のガスパール』のパロディー。
パソコン通信成長期を物語るイベントがこの小説との同時進行ライブであろう。筒井が書く小説に対してASAHI-NET会員が反応してメッセージを盛んに書き込み、筒井自身や筒井の友人が応答することもあった。紙上での企画に呼応したPC-VANのSIG-SFDBでは参加したい人たちの意見をまとめてフロッピーディスクに収納し、朝日新聞の当該部署に送ることが行われた。また後には、これらのメッセージのやり取りが出版された（「電脳筒井線」全3巻、朝日新聞社、1991-1992）。
『真・女神転生』およびそのシリーズ
株式会社アトラスより発売されたゲームタイトル。初代は1992年。
本作品のストーリーは、主人公がパソコン通信ネットワークDDS-NET上でSTEVENというハンドルネームを持つ者より配布された「悪魔召喚プログラム」を入手するところから始まる。派生作品である『真・女神転生デビルサマナー』でもDDS-NETを使ってチャットを行っている描写が見られる。別の派生作品である『魔神転生』では、パソコン通信中のキャラクタユーザインタフェースを模したデモがある。
竹熊の野望 インターネット前夜、パソコン通信で世界征服の実現を目論む男の物語1993年-1996年 EYE-COM連載。著:竹熊健太郎、イラスト:羽生生純 立東舎、2016年2月刊 ISBN 978-4845627745
竹熊健太郎をモデルにした「竹熊」がスタパ齋藤をモデルにした部下「齋藤」を従え、パソコン通信を使った世界征服を目論む小説。
パスカルへの道 - 第1回パスカル短篇文学新人賞ASAHIネット編による書籍。中公文庫、1994年10月刊行。短篇文学新人賞を、応募から選考までをすべてパソコン通信ネットワーク上で行うという、当時としては画期的な試み。全応募作が読め、応募者同士も会話がかわせた。第1回の選考委員は筒井康隆、井上ひさし、小林恭二で、受賞したのは、川上弘美『神様』。詳しくは「ASAHIネット#パスカル短篇文学新人賞」を参照。
A・I（あい）が止まらない!1994年-1997年、赤松健の講談社マガジンSPECIAL連載漫画。
インターネットとパソコン通信の混在する時代。主人公の神戸ひとしが作ったAI（人工知能）プログラムNo.30（サーティ）が、女の子の姿で実体化してしまう。サーティはパソコン通信の中を自由に移動したりするなどし、さまざまな騒動を巻き起こす（のちに彼女の“姉”・“妹”も登場した）。
パスワードシリーズ1995年～、松原秀行による児童文学作品。青い鳥文庫（講談社）から刊行。
パソコン通信上の民間会員制学習塾フォーラムに設置されたパスワード式チャットルームのメンバー（皆探偵・推理小説の愛読者で、開設者以外のメンバーは小学生）が様々な事件に巻き込まれる。なおシリーズの長期化により、初期作品をリメイクした『風浜電子探偵団事件ノート』シリーズではパスワード式チャットルームの設置先がインターネットの学習塾サイト内に変更されている。
仮面舞踏会-伊集院大介の帰還-1995年4月、講談社 栗本薫による小説。
伊集院大介シリーズの一作。パソコン通信ネットワーク「コンピュートピア（作者の創作で特定のモデルは存在しない）」で男性ユーザーからアイドルのように人気な正体不明のユーザー「姫」。「姫」とリアルでも友人で唯一正体を知る浪人生滝沢稔（ハンドルネーム「アトム」）は、ある日「姫（実は男性）」から取り巻きたちとの初オフ会での替え玉になってもらった女子大生が殺されてしまったと聞き事件の真相解明に乗り出す。ネカマ（作中ではネットおカマ）が登場し、ラストではネットいじめが行われた可能性が示唆されている。また作中では真相解明のために自作自演が行われている（情報収集のため2つのハンドルを使い分けているので厳密にそうとは言い切れないが）。リアルでは終始稔の家が舞台でネットでのチャットがメインの為安楽椅子探偵ものでもあり、作中でのチャット場面では顔文字も使われている。
青猫の街
1998年12月、新潮社 涼元悠一によるミステリー小説。
舞台はインターネットの普及し始めた1995年頃の東京。失踪した友人Ａを探す神野俊幸は様々な人達と出会い、「青猫（あおねこ）」の存在を知る。
オレ通AtoZ1996年、恋緒みなとによる週刊ヤングマガジン連載漫画。単行本は全1巻で、講談社より1996年刊。
チャットやBBS・オフ会や掲示板上でのケンカ（いわゆる炎上）といったパソコン通信文化に関して高校生男子の主人公（学校の備品であるMacでフォトショップを使って絵を描くのが得意・行きつけのBBSでは「先生」と呼ばれている）とその先輩（女子）・他のクラスメイトやアイドル、その追っかけといった人たちの姿を通じて描いた作品。
小説 金田一少年の事件簿 電脳山荘殺人事件1996年4月、講談社マガジンノベルス。
推理漫画『金田一少年の事件簿』の小説版。パソコン通信で知り合った男女7人が吹雪の山荘に集う。そこで起こる連続殺人事件に金田一少年が挑む。ハンドルネームやBBS、OFF会などパソコン通信特有の用語が登場する。
マンガ パソコン通信入門 - 笑って体験、はじめの一歩1996年9月、講談社ブルーバックスから刊行された漫画。
ブルーバックスでは珍しい学習漫画で荻窪圭が原作を、永野のりこが漫画を担当している。恋人のユキの趣味がパソコン通信だということを知って、大手商用パソコン通信に参加することになるトオルが主人公。パソコンに関しては全くの素人の彼が戸惑いつつもユキのレクチャーを受けながら学んでいく様がコメディタッチに、またときにはしんみりと描かれる。
- マンガ パソコン通信入門 - マンガ図書館Z（外部リンク）